# Yotsuya-sanchōme (métro de Tokyo)
Yotsuya-sanchōme (四谷三丁目駅, Yotsuya-sanchōme-eki) est une station du métro de Tokyo sur la ligne Marunouchi dans l'arrondissement de Shinjuku à Tokyo. Elle est exploitée par le Tokyo Metro.

## Situation sur le réseau
La station Yotsuya-sanchōme est située au point kilométrique (PK) 9,5 de la ligne Marunouchi.

## Histoire
La station a été inaugurée le 15 mars 1959 sur la ligne Marunouchi.

## Services aux voyageurs

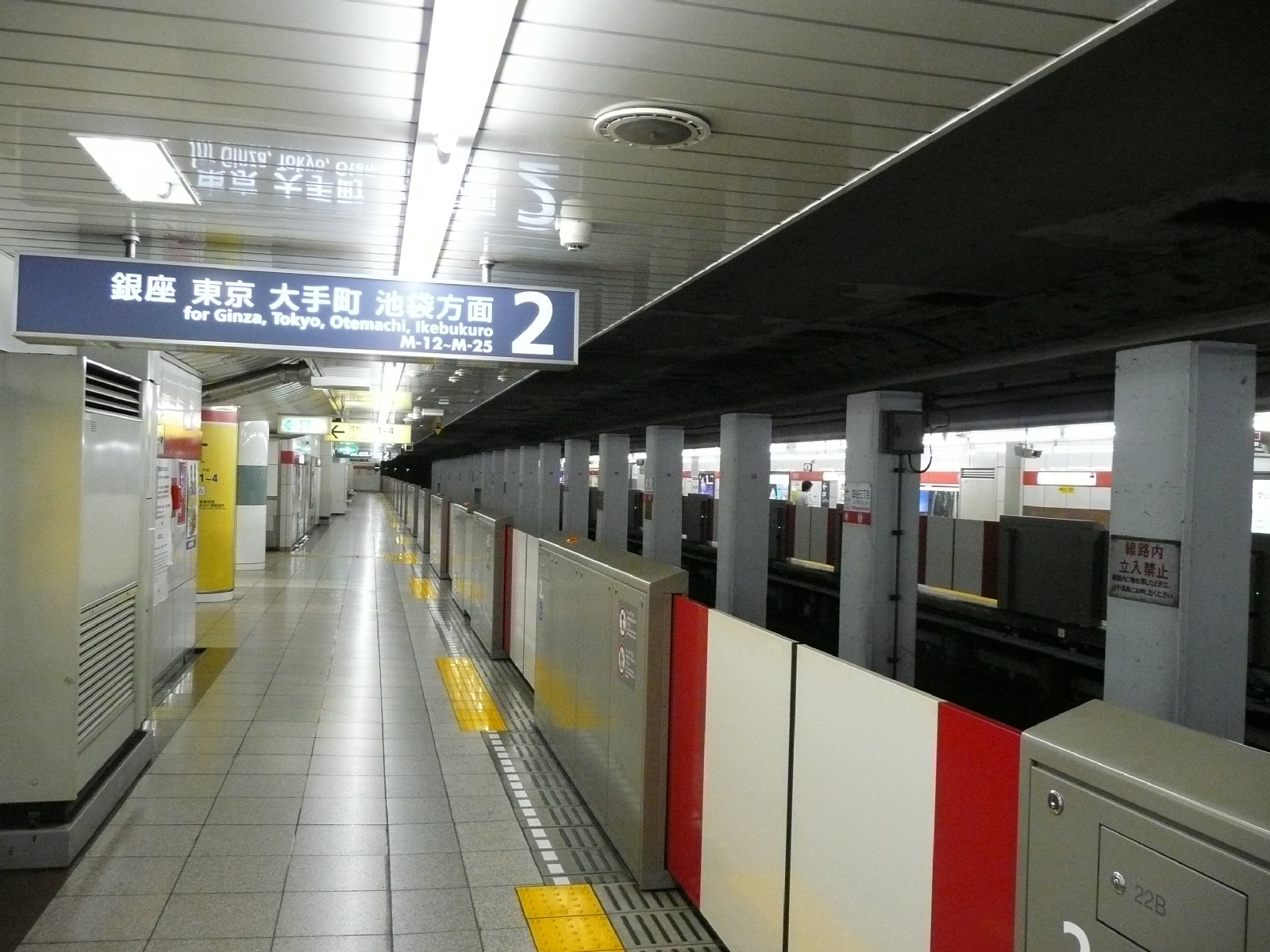
Quais de la ligne Marunouchi

### Accès et accueil
La station est ouverte tous les jours.
En moyenne en 2015, 45 206 voyageurs ont fréquenté quotidiennement la station.

### Desserte
Ligne Marunouchi :
- voie 1 : direction Ogikubo
- voie 2 : direction Ikebukuro